# سيستم أوف أ داون

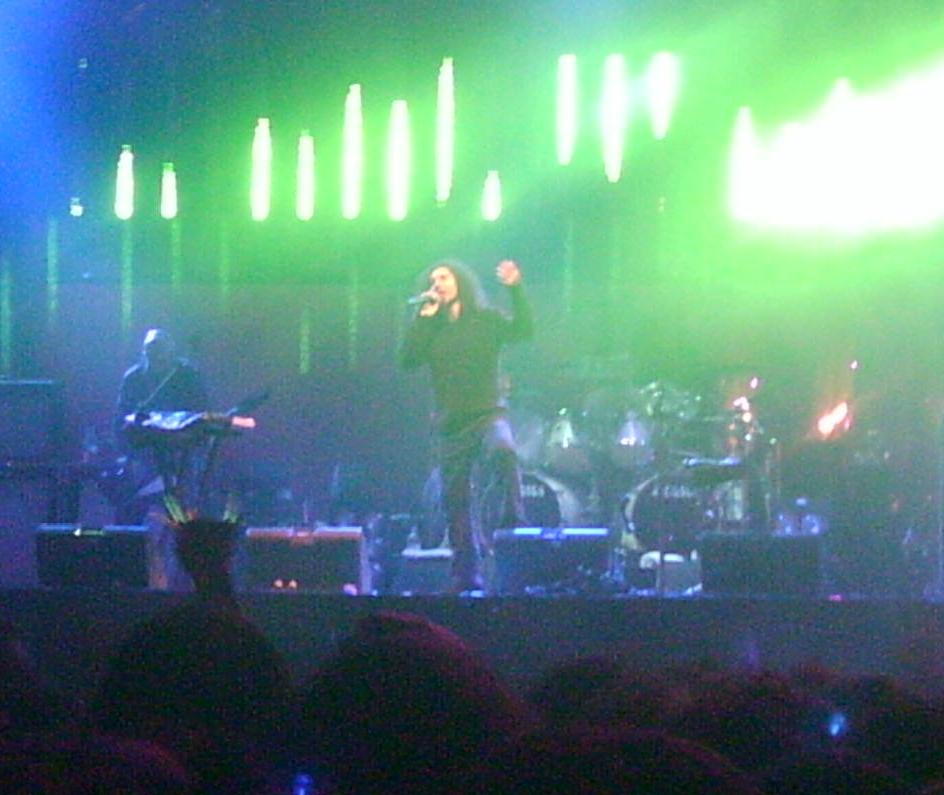
سيستم أوف أ داون في مهرجان تنزيل. 2005

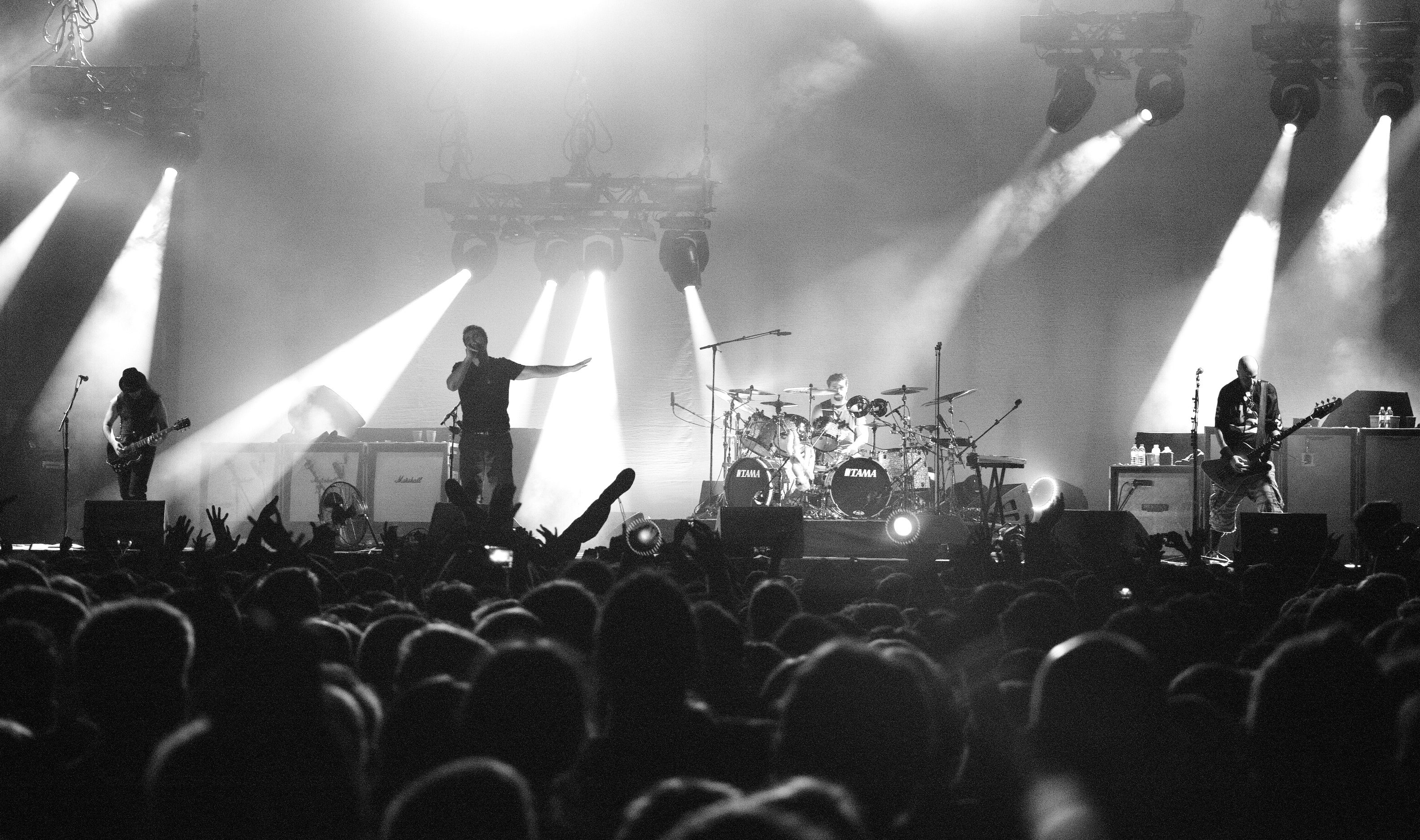
سيستم أوف أ داون عام 2013.

سيستم أوف آداون (بالإنجليزية: System Of A Down)‏ هي فرقة روك من كاليفورنيا مكونة من أربعة أعضاء ذوي أصول أرمنية.
حققت الفرقة نجاحاً كبيراً عن طريق اصدارها لخمسة ألبومات، ثلاثة منها حققت المركز الأول في بيلبورد 200 عند اصدارها. أعضاء الفرقة معروفين بآرائهم المناهضة للتطهير العرقي الأرمني والحرب على الإرهاب وهم يصرحون عن آرائهم هذه كما يعبرون عنها في أغانيهم.

## تاريخ الفرقة

### ما قبل إنشاء الفرقة
قبل إنشاء الفرقة كان معظم أفراد الفرقة ينتمون إلى فرقة SOIL (ليست فرقة SOil الحالية). حيث كان سيرج تانكيان ودارون مالاكيان عضوان في تلك الفرقة.
'تفكك الفرقة'
في سنة 2006، وبعد إصدار ألبومين ناجحين جدا ما بين سنة 2004 و 2005 (Hypnotize و Mesmerize)، أعلنت الفرقة تفككها. وأدى ذلك إلى استياء وحزن كبير بين عشاق الفرقة.
'اجتماع الفرقة من جديد'
في سنة 2010، أعلنت الفرقة أنها سوف تجتمع مرة أخرى وتنظم سلسلة حفلات عبر العالم، وسنة 2011 نظم أول حفل منذ سنوات في مدينة إدمونتون بكندا.

## وصلات خارجية
- سيستم أوف أ داون على موقع IMDb (الإنجليزية)
- سيستم أوف أ داون على موقع ميوزك برينز (الإنجليزية)
- سيستم أوف أ داون على موقع رولينغ ستون (الإنجليزية)
- سيستم أوف أ داون على موقع أول ميوزيك (الإنجليزية)
- سيستم أوف أ داون على موقع ديسكوغز (الإنجليزية)

- موقع رسمي